# チャリ走DX2 ギャラクシー
『チャリ走DX2 ギャラクシー』（チャリそうデラックスツー ギャラクシー）は、スパイシーソフト株式会社より配信されたiOS・Android、ニンテンドー3DS用横スクロールアクションゲームであり、『チャリ走DX』の続編に当たる。iOS版とAndroid版は基本プレイは無料でステージ課金が存在する。ニンテンドー3DSはニンテンドーeショップにて有料販売されている。

## 概要
自動でスクロールするステージをジャンプのみで障害物を避け、ゴールフラッグを通過すればクリアとなる。本ゲームの目的は「宇宙」「12星座」がコンセプトとなっており、宇宙空間を旅するゲームとなっている。
2013年12月18日に3DS版から配信され、ニンテンドーeショップ最近売れているソフトのダウンロード購入ランキングで1位を獲得。2014年のニンテンドーeShopの年間人気ランキングで3位にランクイン。。Android・iOSにも移植された。

## 前作との違い
前作チャリ走と比較するとステージ数とパワーアップアイテム数、ステージギミック数が増加した。また、左右移動を使わずクリアするとゴールドクラウンがもらえるというやりこみ要素や「GRAND PRIX」で記録したハイスコアをオンラインスコアランキングに登録できるようになった。また、他IPとのコラボレーションを積極的に行っている。
基本的なゲームシステムは前作チャリ走と同じであり、正統進化を遂げたと言える。

### 対応機種ごとの違い
3DS版とスマートフォン版でステージ数や仕様が一部異なる。大きな点を挙げると3DS版は左右移動を十字ボタンで行えるがiOS版とAndroid版は左右移動ができない。また、「AWARD」もスマートフォン版にはない。
| 項目               | スマートフォン版 | ニンテンドー3DS版                 |
| ------------------ | ---------------- | --------------------------------- |
| 通常ステージ数     | 60ステージ       | 60ステージ                        |
| エクストラステージ | 40ステージ       | 30ステージ                        |
| GRAND PRIX         | UNDOU GP         | GRAND PRIX NORMAL GRAND PRIX HARD |
| 左右移動           | なし             | あり                              |
| アワード           | なし             | あり                              |
| SPECIAL STAGE      | 5種類            | 4種類                             |

## 対応機種
iOS（iPhone・iPad・iPod touch）
iOS 5.0以降に対応している。iPhone 5端末にも最適化されている。
Android
Android OS 2.3以降の端末に対応している。

## ゲームシステム
決められた仕掛けが配置されたステージを自動でスクロールしながらジャンプで障害物を飛び越え、ゴールを目指すというもの。途中セーブなどの機能はなく、一度でも失敗するとゲームオーバーとなりステージ最初からやり直す。ステージは50秒から1分30秒程度。
本作は「宇宙」が基本テーマとなっており、12星座のファンタジーな空間を5ステージ毎に進んでいく。本編とは別に最高走行距離を競う「GRAND PRIX」などがある。SPECIAL STAGEはMOONを除き課金ステージとなっている。

### モード
GALAXY TOUR
通常のゲームモード、ステージ型のコースゴールフラッグを目指して進むモード。
GRAND PRIX
1人でエンドレス型のステージを走行し、ミスしてゲームオーバーになるまでの走行距離を競うモード。走行距離が1万メートルを超えるとHARDモードが開放される。また、本作から3DS版もオンラインスコアランキングに対応した。

### コンプリート要素
AWARD
3DS版のみ。プレイヤーの走行データに紐づいて設定された称号。ジャンプ回数や走行距離、ゲームオーバー回数などが一定の数値を超えると付与される。

### GALAXY TOUR構成
TAURUS（おうし座）
荒野のステージ。ブロックをドリルチャリで砕く場面が多い。
SAGITTARIUS（いて座）
宇宙要塞のステージ。レーザー砲のトラップが多く配置される。
AQUARIUS（みずがめ座）
水中都市のステージ。陸上と水中を行ったり来たりする。
SCORPIUS（さそり座）
密林のステージ。トゲ、蜘蛛の巣、壊れる橋など厄介なトラップが多い。
ARIES（おひつじ座）
空中のステージ。ウィングチャリや吹き出す風でジャンプを頻繁に行う。
GEMINI（ふたご座）
クローン実験場のステージ。移動速度の速さとスイッチの多さが特徴。ライバル自転車が多く走る。
VIRGO（おとめ座）
ネオンが灯る幻想的なステージ。カエルチャリで段差の激しいステージを跳ぶ。
LIBRA（てんびん座）
裁判所のステージ。ステージの名前通り巨大な天秤を走って渡る。
CAPRICORNUS（やぎ座）
火山のステージ。岩が多数置転がってきたり、火柱が行く手を阻む危険地帯。
PISCES（うお座）
日本の海のようなステージ。飛んでくる青い魚を避けつつ、不安定な足場である波を次々に走り抜ける。
CANCER（かに座）
工場のステージ。厄介なベルトコンベアや動くトゲが多数配置される。
LEO（しし座）
神殿のステージ。これまでの集大成ともいえるトラップの種類と多さが特徴。
EXTRA STAGE1
EXTRA STAGE2
EXTRA STAGE3
EXTRA STAGE4
EXTRA STAGE5
EXTRA STAGE6
これまでのステージが難易度を大幅に上げて登場する。
SPECIAL STAGE
MOON
KAMENRIDER GAIMU
CRAYON SHIN-CHAN
TATSUJIN
EXTRAよりさらに難しい10ステージで構成される。
スマホ版のみ
EXTRA STAGE7
EXTRA STAGE8
EXTRA STAGE9
COSMOPIC（コスモピック）

### キャラ
棒人間
黒シルエットの操作プレイヤー。
ライバル
赤いシルエットの敵キャラ。
鳥
黒いシルエットの敵キャラ。
魚1
海にいる敵。触れると即死。
魚2
海にいる敵。魚1よりも大きく凶暴な見た目をしている。触れると即死。

### ステージギミック

#### 障害物
岩
前から転がってくる岩
風
プレイヤーのジャンプ幅を変える。
沼
プレイヤーの動きを鈍らせる。
トゲ
触れるとゲームオーバーとなる。
大砲
入ると進行方向に超ジャンプができる。
蟻地獄
放っておくとどんどん埋まっていく底なし沼。
動く床
上下左右に動く床。
落ちる床
踏むと一定時間経過で落下する床。
崩れる床
踏むと一定時間経過で崩れる床。
ジャンプ台
触れると上方向へ超ジャンプできる。
蜘蛛の巣
絡まると5回分ジャンプができなくなる。
ベルトコンベア
着地するとコンベアの動く方向に加速する。
動くトゲ
左右上下に動くトゲ、触れると即死する。
レーザー
一定間隔でユーザめがけて飛んでくるレーザー光線、触れると即死。
波
読みにくいう規則な動きをする足場。
天秤
ペアで出る足場。片方が下がるともう片方が上がる仕掛け。
壊せるブロック
ドリルチャリでしか壊せない茶色のブロック。

#### アイテム
メダル
ステージ上のどこかに3つ配置されている。取得することでステージが解放される。
ロケット
一定時間加速しながら進める。
プロペラチャリ
一定時間3段ジャンプが常時可能になる。チャリ走DXの挙動とは異なる。
グライダーチャリ
一定時間滑空をして進む事ができる。チャリ走DXの反動とは少し異なり、3段ジャンプが常時可能になった。
ドリルチャリ
ブロックを壊せる。
カエルチャリ
一定時間、パワーを溜めたジャンプが可能になるが、チャリのスピードが減少する。
ウイングチャリ
一定時間うちわで扇ぎながら空を飛ぶことができる。

## コラボレーション
本作では以下のタイトル・人物とコラボレーションを行い、期間限定ステージや追加ダウンロードコンテンツを配信している。
- 仮面ライダー鎧武（ニンテンドー3DS、2014年3月26日）-追加ダウンロードステージとして配信[3]。
- クレヨンしんちゃん（ニンテンドー3DS、2014年4月19日）-追加ダウンロードステージとして配信[4]。
- 大海物語3GRAND PRIX開催[5]（iOS）
- 初音ミクGRAND PRIX開催[6]（iOS）
- MEGWIN（iOS・Android、2014年9月15日）-期間限定のMEGWINステージを配信[7]。